# Ferdinand Karapeťan
Ferdinand Karapeťan (* 19. prosince 1992 Vardenis) je ruský zápasník–judista a sambista arménské národnosti, který od roku 2015 reprezentuje rodnou Arménii.

## Sportovní kariéra
Od svých 6 let vyrůstal ve Vladikavkazu v Severní Osetii. Začínal se zápasem, ke kterému postupně přidával další zápasnické styly. V roce 2014 se probojoval do finále ruského mistrovství v judu a od roku 2015 byl členem širšího reprezentačního výberu Ruské federace v judu v pololehké váze do 66 kg. Před olympijskou sezonou 2016 využil možnost reprezentovat rodnou Arménii. Na olympijské hry v Riu se však nekvalifikoval. Od roku 2017 startuje v lehké váze do 73 kg.

## Výsledky
| Turnaj             | 2016 | 2017       | 2018       |
| Turnaj             | 24   | 25         | 26         |
| Turnaj             |      | lehká váha | lehká váha |
| ------------------ | ---- | ---------- | ---------- |
| Olympijské hry     | —    |            |            |
| Mistrovství světa  |      | úč.        |            |
| Mistrovství Evropy | úč.  | úč.        | 1.         |